# Jumellea porrigens
Jumellea porrigens är en orkidéart som beskrevs av Rudolf Schlechter. Jumellea porrigens ingår i släktet Jumellea och familjen orkidéer. Inga underarter finns listade i Catalogue of Life.